# Tachiles

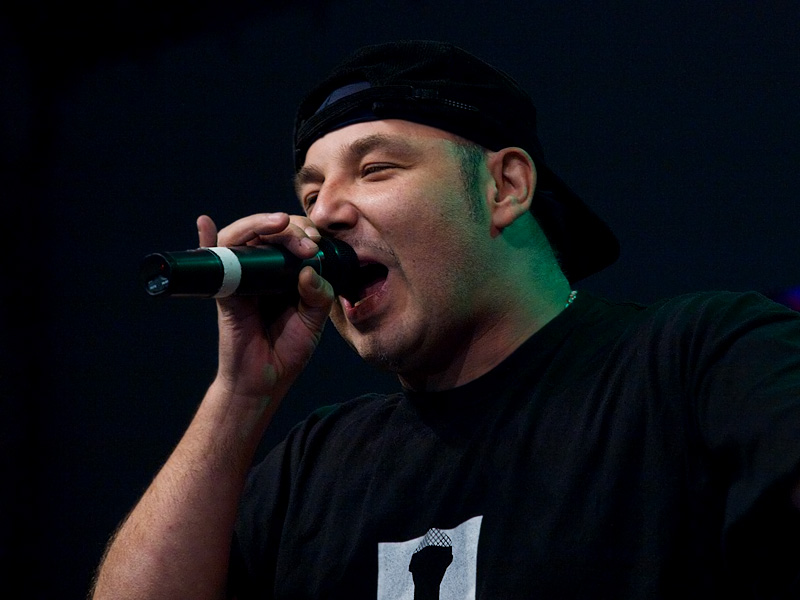
Tachi, OffsideOpen 2008

Tachiles (* 1970 in Ratingen; eigentlich Tahir Cevik), vormals Tachi, auch PuffBaba, ist ein deutschtürkischer Sänger der Musikrichtung Hip-Hop. Er war Mitglied in der Band Fresh Familee und ist aktuell Rapper in der Band Jazzkantine. 

## Biografie
Tachiles wurde bekannt als Frontmann der politisch engagierte Texte bringenden Hip-Hop-Gruppe Fresh Familee. Diese veröffentlichte vier Alben und waren 1993 die Vorband von Ice-T & Body Count während einer Deutschlandtour. Nach der Auflösung der Band Ende der 90er-Jahre schloss Tachiles sich der Jazzkantine aus Braunschweig als Rapper an.
Seit 1999 gibt es Tachiles auch als Soloprojekt. Sein erstes eigenständiges Album heißt Formeln der Welt. Aus ihm wurde die Single Solche 6 ausgekoppelt.
2023 veröffentlichte Tachiles zusammen mit Eko Fresh und Plattenpapzt, ein ehemaliges Mitglied der Fresh Familee, den Song und das gleichnamige Musikvideo Emre Gündüz. Dies ist der fünfte Teil von Ahmet Gündüz. In der Songreihe geht es um das Leben einer türkischen Gastarbeiterfamilie in Deutschland.

## Diskografie

### Alben
- 1999: Formeln der Welt

### Singles & EPs
- 1999: Solche 6
- 1999: Keine Eier
- 1999: Sie So Da Sah
- 2023: Emre Gündüz (mit Eko Fresh und Plattenpapzt)